# Orange-Schraubenschnecke
Die Orange-Schraubenschnecke (Oxymeris dimidiata, häufige Synonyme: Terebra dimidiata, Acus dimidiatus) ist eine Schnecke aus der Familie der Schraubenschnecken (Gattung Oxymeris), die im westlichen Pazifischen Ozean verbreitet ist. Sie frisst Eichelwürmer, die sie – anders als die meisten Conoidea – ohne Gift überwältigt.

## Merkmale
Oxymeris dimidiata trägt ein sehr großes, festes, spitz zulaufendes Schneckenhaus mit etwa 20 gerundeten Umgängen und geraden Seiten, das bei ausgewachsenen Schnecken etwa 8 bis 14 cm Länge und 2,3 cm Breite mit einer bis zu 3 cm langen Gehäusemündung erreicht. Die frühen Umgänge haben eine schwache vertikale Rippe, und die späteren haben Zuwachsstreifen. Die Gehäusemündung ist breit oval, ihre äußere Lippe an der Basis etwas aufgebördelt. Die recht gerade Spindel hat eine schwache Falte, und die Fasciole ist kräftig. Die Oberfläche der Schale ist glatt und glänzend. Eine leichte Einschnürung unterhalb der Naht teilt jeden Umgang in ein schmales oberes Drittel und untere zwei Drittel. Die Färbung des Gehäuses ist orangerot mit wellenförmigen weißen Streifen, die sich an der Spitze oft in zwei aufgabeln.

## Verbreitung und Lebensraum
Oxymeris dimidiata ist im Indopazifik vom Roten Meer und der Küste Tansanias, Mosambiks und KwaZulu-Natals über Aldabra, Chagos, Mauritius, Madagaskar, die Maskarenen, Lakshadweep, Andamanen und Nikobaren sowie den gesamten Pazifischen Ozean bis nach Hawaii verbreitet. Sie lebt in seichtem Wasser auf sandigen Untergründen.

## Entwicklungszyklus
Wie alle Schraubenschnecken ist Oxymeris dimidiata getrenntgeschlechtlich, und das Männchen begattet das Weibchen mit seinem Penis. Die Veliger-Larven schwimmen frei, bevor sie niedersinken und zu kriechenden Schnecken metamorphosieren.

## Ernährung
Oxymeris dimidiata besitzt keinen Giftapparat und verschluckt deshalb noch lebende Beute, die sie mit ihrer Pseudoproboscis einsaugt. Sie frisst sandbewohnende Eichelwürmer wie Ptychodera flava.

## Bedeutung für den Menschen
Oxymeris dimidiata wird in vielen Gegenden wegen ihres Fleisches und ihrer Schale gesammelt, die in manchen Gebieten des Südpazifik als Werkzeug verwendet wird.